# Giacinto Campana

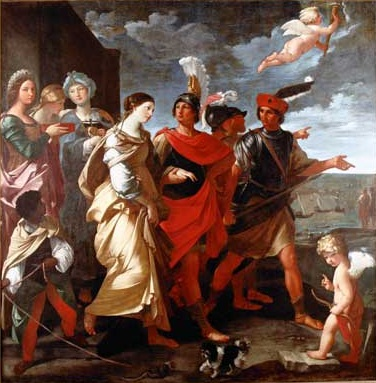
Rapto de Helena.

Giacinto Campana (Bolonia, c. 1590 - Varsovia, c. 1650) fue un pintor italiano, activo durante el Barroco.

## Biografía
Toda la información conocida sobre la vida de Campana procede del Felsina pittrice de Carlo Cesare Malvasia. En esta obra el autor asegura haber tenido a Campana como profesor de dibujo. Malvasia le diferencia de otro artista contemporáneo llamado Tommaso Campana il Vecchio, con el cual no le unía parentesco alguno. El hecho de que ambos pintores se hallasen dentro de la esfera de influencia de Guido Reni, con quien ambos colaboraron, ha provocado frecuentemente la confusión entre ambos personajes.
Malvasia nos da noticias de su trabajo junto a Reni en los frescos de la capilla de Monte Cavallo (1610, ahora en el Palacio del Quirinal). Otros encargos en los que estuvo involucrado fueron los del Palazzo del Giardino en Parma y junto a Angelo Michele Colonna, las decoraciones del Palacio Locatelli en Bolonia (terminadas en 1633).
En 1637, Campana marchó a Varsovia para trabajar en la corte de Vladislao IV Vasa con motivo de las bodas del monarca polaco con la archiduquesa Cecilia Renata de Habsburgo. Trabajó allí hasta su fallecimiento; aunque no ha podido identificarse obra alguna suya en Polonia, está documentada su participación en los trabajos de decoración de la capilla de San Casimiro de la catedral de Vilna y en el Palacio Real de Varsovia. Según Malvasia, el artista falleció víctima del duro clima polaco, que destruyó su salud, ya de por sí delicada.
Actualmente no se conserva ninguna obra de su mano, excepto un par de copias de maestros más célebres, como el Rapto de Helena, obra original de Reni, que le encargó el cardenal Bernardino Spada (c. 1628-1631, Galleria Spada, Roma), o el Martirio de San Bartolomé del Guercino. El Milagro de los Panes y los Peces, tradicionalmente atribuido a Domenico Fiasella y conservado en el Museo Kaiser Friedrich de Berlín hasta su destrucción durante la Segunda Guerra Mundial parece que debe ser incluido en su catálogo.

## Obras destacadas
- Rapto de Helena (1628-1631, Galería Spada, Roma), copia de Reni.
- Martirio de San Bartolomé (San Barnaba in Marino, Roma), copia de Guercino.
- Tránsito de San José (antes en San Francesco, Bolonia), perdida.
- Martirio de Santa Ursula (antes en San Francesco, Bolonia), perdida.
- Milagro de los Panes y los Peces (antes en el Kaiser Friedrich Museum, Berlín), destruido en 1945.
- Santa Bárbara (Duomo de Piacenza)